# Lohn SH
Lohn je obec ve švýcarském kantonu Schaffhausen. Žije zde 758 obyvatel.

## Geografie
Lohn se nachází na náhorní plošině Reiat, známé také jako „sluneční terasa“ kantonu Schaffhausen. Leží 8 km od centra kantonálního hlavního města Schaffhausen a 3 km od bývalého okresního města Thayngen. Celková rozloha obce je 486,6 ha, z toho 167,9 ha tvoří lesy a 30,4 ha zastavěné pozemky. Střed obce (kostel) je v nadmořské výšce 640 m, nejnižší bod je v Langloch-Feldbrunn ve výšce 480 m n. m., nejvyšší v Dicki ve výšce 674 m n. m.
Sousedními obcemi jsou Büttenhardt, Stetten a Thayngen.

## Historie

Letecký pohled (1948)

První doložená zmínka o farnosti Lohn pochází z 10. května 1238, kdy rytíř Heinrich von Liebenberg, kyburský ministeriál nebo služebník, ustanovil se souhlasem svého pána, hraběte Hartmanna staršího z Kyburgu, svou manželku Bertu dědičkou všech svých statků formou tzv. substituce. K převedeným statkům patří také osobní statek v Lohnu. Originál této listiny první zmínky je uložen ve Státním archivu kantonu Curych. V roce 1259 daroval hrabě z Kyburgu panství Lohn klášteru Paradies. Dne 14. dubna 1529 bylo panství Lohn prodáno městu Schaffhausen za 145 guldenů. V obci se nachází také mateřský kostel všech okolních obcí oblasti Reiat. Již v roce 1743 je známo, že se z oblasti Lohnu prodávala kvalitní bílá hlína až do Štrasburku. První cihelna však pravděpodobně existovala již ve 14. století. Dosud v obci stojí dvě cihelny.

## Obyvatelstvo

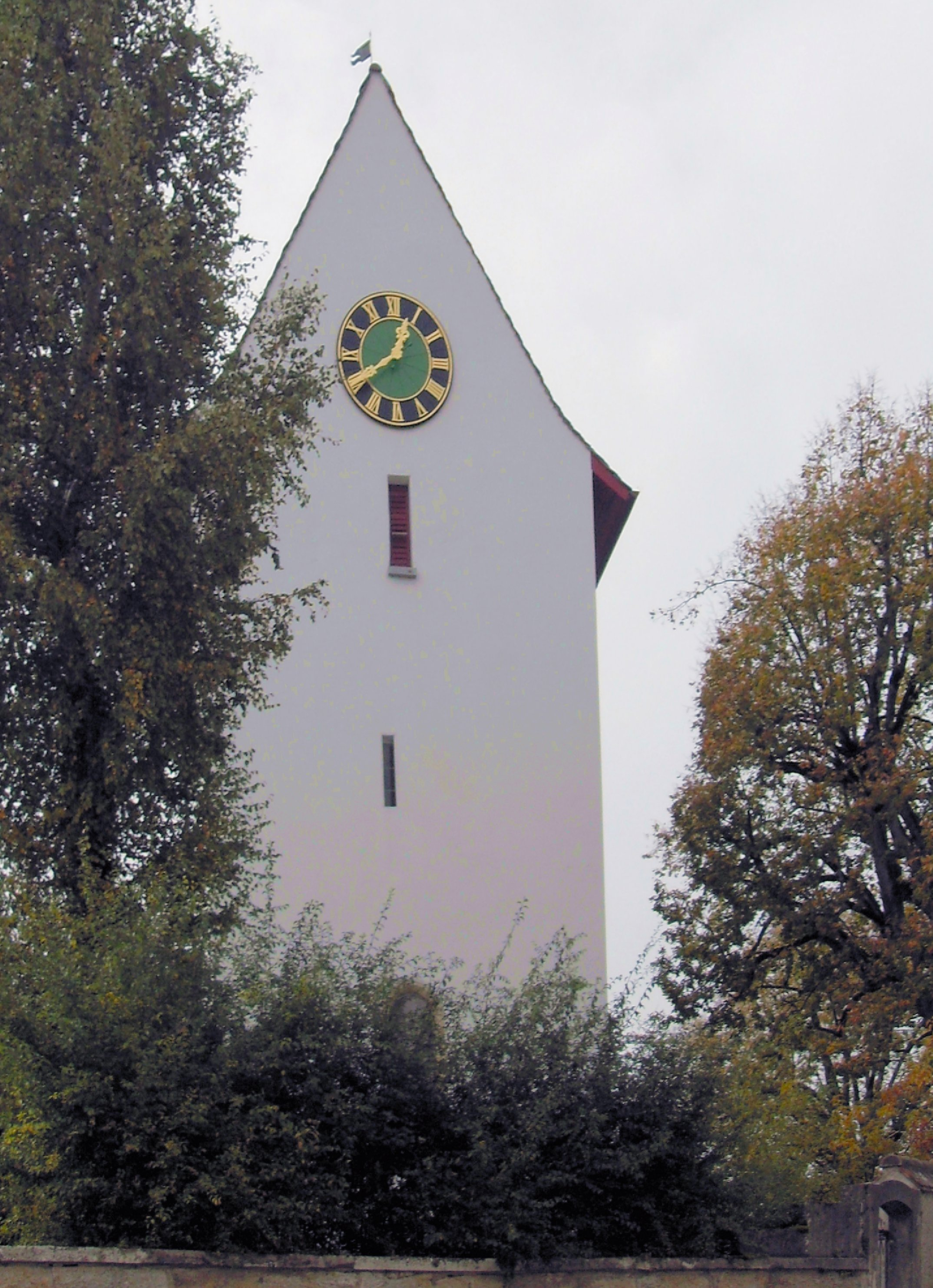
Věž kostela

| Rok            | 1850 | 1880 | 1900 | 1910 | 1930 | 1950 | 1970 | 1980 | 1990 | 2000 | 2006 | 2013 |
| Počet obyvatel | 340  | 439  | 352  | 394  | 384  | 403  | 418  | 400  | 526  | 648  | 649  | 723  |

## Doprava
Obec je spojena s okolními sídly pouze regionálními silnicemi. Nejbližší nájezd na dálnici A4 ve směru na Curych nebo Stuttgart je vzdálen 5 km.
Napojení na síť veřejné dopravy zajišťují autobusové linky systému SchaffhausenBus.

## Osobnosti
- Conrad Beck (1901–1989), švýcarský hudební skladatel